# Justicia campylostemon
Justicia campylostemon là một loài thực vật có hoa trong họ Ô rô. Loài này được T. Anders. mô tả khoa học đầu tiên.